# Sh2-241
Sh2-241 è una nebulosa a emissione, visibile nella costellazione dell'Auriga.
La nebulosa si individua nella parte meridionale della costellazione, al confine coi Gemelli; la sua individuazione è facilitata dalla presenza della stella κ Aurigae, da cui ci si sposta per 5° in direzione WNW. La sua declinazione moderatamente settentrionale fa sì che essa possa essere osservata agevolmente da entrambi gli emisferi celesti, sebbene gli osservatori dell'emisfero boreale siano più avvantaggiati; il periodo in cui raggiunge la più alta elevazione sull'orizzonte è compreso fra i mesi di ottobre e febbraio.
La nebulosa possiede un nucleo brillante a cui è connessa una regione meno luminosa, verso sudovest; la stella responsabile della ionizzazione dei gas sembra essere una stella blu di classe spettrale O9V, nota come LSV+30 31. La presenza di getti di gas ad alta velocità che fuoriescono dalla nube fanno intendere che la regione sia la sede di massicci fenomeni di formazione stellare; questi getti sarebbero sospinti all'esterno dall'azione di stelle massicce poste nelle regioni più profonde della nube. La distanza non è stata ben definita: secondo alcuni studi si aggirerebbe sui 4700 parsec, mentre secondo altri la distanza sarebbe leggermente inferiore, sui 4500 parsec; in entrambi i casi, la nube viene a trovarsi sul Braccio di Perseo.